# Az ígéret földje (televíziós sorozat)
Az ígéret földje (eredeti cím: Promised Land) 1996-ban bemutatott amerikai televíziós sorozat  az 1994-es Angyali érintés című sorozat spin-offja. A műsor alkotója Martha Williamson, a történet pedig a Greene családot követi nyomon, akik lakókocsival járják az ország vidékeit és segítséget nyújtanak az arra szükségeseknek. A főbb szereplők közt megtalálható Gerald McRaney, Wendy Phillips, Austin O'Brien, Sarah Schaub és Eddie Karr.
A sorozatot az Amerikai Egyesült Államokban a CBS adta 1996. szeptember 17. és 1999. május 20. között. Magyarországon az M1 mutatta be, majd 2002-ben a TV2, 2018. szeptember 12-től pedig a Duna TV is műsorra tűzte.

## Cselekmény
A bevezető részben - ami az Angyali érintés különleges részeként adtak le - Russell Greenehez, a nemrég kirúgott gyári munkáshoz érkezik a két angyal főszereplő, Tess és Monica. Új küldetést adnak a férfinak, hogy definiállja újra a jó szomszédság és az amerikai álom érzését. Russel így hát feleségével, Claire-rel; édesanyjával, Hattievel; két gyerekével, Dinahval és Joshsal; valamint unokaöccsével, Nathaniellel indul útnaj egy lakókocsival, hogy munkát keressenek és közben az embereken segítsenek.

## Szereplők
| Szereplő                | Színész        | Magyar hang   |
| ----------------------- | -------------- | ------------- |
| Russell Greene          | Gerald McRaney | Forgács Péter |
| Claire Greene           | Wendy Phillips | Orosz Anna    |
| Joshua "Josh" Greene    | Austin O'Brien | Bódy Gergely  |
| Dinah Greene            | Sarah Schaub   | Dögei Éva     |
| Lawrence "L.T." Taggert | Eugene Byrd    | Ambrus Dániel |
| Nathaniel Greene        | Eddie Karr     | Czető Ádám    |
| Hattie Greene           | Celeste Holm   | Kassai Ilona  |

## Epizódok
| Évad | Évad | Részek száma | Részek száma | Eredeti sugárzás     | Eredeti sugárzás | Eredeti adó | Magyar sugárzás      | Magyar sugárzás    | Magyar adó |
| Évad | Évad | Részek száma | Részek száma | Évadbemutató         | Évadzáró         | Eredeti adó | Évadbemutató         | Évadzáró           | Magyar adó |
| ---- | ---- | ------------ | ------------ | -------------------- | ---------------- | ----------- | -------------------- | ------------------ | ---------- |
|      | 1.   | 23           | 23           | 1996. szeptember 17. | 1997. május 20.  | CBS         | 2018. szeptember 12. | 2018. október 11.  | Duna TV    |
|      | 2.   | 23           | 23           | 1997. szeptember 25. | 1998. május 14.  | CBS         | 2018. október 12.    | 2018. november 13. | Duna TV    |
|      | 3.   | 22           | 22           | 1998. október 1.     | 1999. május 20.  | CBS         | 2018. november 14.   | 2018. december 13. | Duna TV    |

## Díjak és jelölések
| Év   | Díj                | Eredmény | Kategória                                                                            | Jelölt                                                                            |
| ---- | ------------------ | -------- | ------------------------------------------------------------------------------------ | --------------------------------------------------------------------------------- |
| 1997 | Young Artist Award | Jelölve  | Legjobb tíz éves vagy fiatalabb mellékszereplő színész vígjáték vagy drámasorozatban | Eddie Karr                                                                        |
| 1997 | Young Artist Award | Jelölve  | Legjobb fiatal színésznő drámasorozazban                                             | Sarah Schaub                                                                      |
| 1997 | Young Artist Award | Jelölve  | Legjobb fiatal színész drámasorozatban                                               | Austin O'Brien                                                                    |
| 1997 | Young Artist Award | Jelölve  | Legjobb családi drámasorozat                                                         | Az ígéret földje                                                                  |
| 1997 | Young Artist Award | Elnyerte | Legjobb vendégszereplő fiatal színész drámasorozatban                                | Benjamin Salisbury                                                                |
| 1998 | Young Artist Award | Jelölve  | Legjobb fiatal főszereplő színész drámasorozatban                                    | Eddie Karr                                                                        |
| 1998 | Young Artist Award | Elnyerte | Legjobb fiatal főszereplő színésznő drámasorozatban                                  | Sarah Schaub (megosztva Beverley Mitchell-lel a Hetedik mennyországért)           |
| 1998 | Young Artist Award | Elnyerte | Legjobb fiatal főszereplő színész drámasorozatban                                    | Austin O'Brien (megosztva Michael Yarmush-sal a My Life as a Dog című sorozatért) |
| 1998 | Young Artist Award | Elnyerte | Legjobb vendégszereplő fiatal színész drámasorozatban                                | Trever O'Brien                                                                    |
| 1998 | Young Artist Award | Elnyerte | Legjobb családi drámasorozat                                                         | Az ígéret földje(megosztva a Hetedik mennyországgal)                              |
| 1999 | Young Artist Award | Jelölve  | Legjobb vendégszereplő fiatal színész drámasorozatban                                | Zach Hopkins                                                                      |
| 1999 | Young Artist Award | Elnyerte | Legjobb fiatal csapat drámasorozatban                                                | Eddie Karr, Austin O'Brien, Sarah Schaub                                          |
| 1999 | Young Artist Award | Elnyerte | Legjobb családi drámasorozat                                                         | -                                                                                 |
| 2000 | Young Artist Award | Jelölve  | Legjobb fiatal főszereplő színésznő drámasorozatban                                  | Sarah Schaub                                                                      |
| 2000 | Young Artist Award | Elnyerte | Legjobb fiatal főszereplő színész drámasorozatban                                    | Austin O'Brien                                                                    |
| 1997 | PGA Awards         | Elnyerte | Legígéretesebb producer televíziós műsorban                                          | Martha Williamson                                                                 |
| 1998 | Emmy-díj           | Elnyerte | Legjobb vendégszínésznő (drámasorozat)                                               | Cloris Leachman (a "Mooster bosszúja" című epizódért)                             |
| 1998 | YoungStar Award    | Jelölve  | Legjobb fiatal színész drámasorozatban                                               | Austin O'Brien                                                                    |
| 1999 | YoungStar Award    | Jelölve  | Legjobb fiatal színész drámasorozatban                                               | Austin O'Brien                                                                    |
| 1999 | NAACP Image Awards | Elnyerte | Kiemelkedő mellékszereplő színésznő drámasorozatbab                                  | Ruby Dee                                                                          |
| 1999 | NAACP Image Awards | Elnyerte | Kiemelkedő mellékszereplő színész drámasorozatban                                    | Ossie Davis                                                                       |